# Marka (marketing)

Marka

Marka (ang. brand) – nazwy, określenia, znaki, symbole, logo oraz projekty graficzne albo kombinacje tych wszystkich elementów, których celem jest identyfikacja towarów, usług lub jednostek oraz ich wyróżnienie na rynku od produktów konkurencji, generujące w ten sposób korzyści ekonomiczne.
Początkiem istnienia każdej marki jest projektowanie nazwy produktu. W gospodarce rynkowej marka ma swoją cenę. „Dobra marka” jest podstawą sukcesu biznesowego. Przeciwieństwem wyrobów markowych są wyroby bezmarkowe (ang. no-name), uważane (chociaż nie musi to być regułą) za tandetę.
Na markę składa się nie tylko nazwa czy logo, ale także elementy komunikacyjne, behawioralne i wizualne, które określają przedsiębiorstwo. Do elementów komunikacyjnych zaliczają się wszystkie elementy, które firma komunikuje, takie jak nazwa, slogan, fanpage na Facebooku czy inne treści. Do elementów behawioralnych zaliczyć można wszelkie zachowania przedsiębiorstwa wobec konsumenta, takie jak polityka zwrotów, zachowanie pracowników, obsługa klienta itp. Do elementów wizualnych zalicza się wszelkie elementy wizualne, w szczególności logo, kolorystyka, sposób rozmieszczania elementów, wygląd opakowań produktów, wygląd wszystkich elementów reklamowych. Według definicji J. Kall opisuje wizerunek marki jako połączenie wielu elementów produktu takie jak nazwa marki, wygląd opakowania, reklama oraz działania z zakresu dystrybucji oraz ceny. Jest to zestawienie które wyróżnia ofertę spośród istniejącej konkurencji oraz dostarcza konsumentowi korzyści funkcjonalnych oraz symbolicznych.
Jedną z najstarszych polskich marek jest Kopalnia soli Wieliczka, przedsiębiorstwo działające od XIII wieku oraz jeszcze starsza – Kopalnia soli Bochnia.
W połowie lat 80. rozpoczęto działania marketingowe, które zmieniły znaczenie marki (szczególnie w stosunku do odzieży): marka stała się symbolem statusu, przynależności do grupy społecznej, wyznawanej ideologii. Z powodu wzbudzonej potrzeby (a nawet obsesji) posiadania, nabywcy stali się skłonni płacić nie za produkty, lecz za stworzony działaniami marketingowymi wizerunek.
Ponieważ silna marka oznacza ponoszenie znaczących nakładów na reklamę i marketing, może ona zwiększać ceny i bariery wejścia.
Silną markę tworzy się poprzez stworzenie wrażenia podobieństwa konsumenta do niej.
Od lat 90. XX w. coraz popularniejsza, zwłaszcza wśród młodzieżowych subkultur alternatywnych, ale także w wielu innych środowiskach, jest kontestacja marek jako symbolu konsumpcyjnego, bezrefleksyjnego stylu życia. Kontestacja ta jest regułą w środowiskach alterglobalistycznych, które uważają światową dominację „wielkich” marek (takich jak McDonald’s, Nestlé czy Nike) za jeden z ważniejszych elementów „złej” globalizacji. Polityczno-społeczny sens takiego postrzegania marki znalazł m.in. wyraz w spopularyzowanym przez Barbera określeniu „makdonaldyzacja”, oznaczającym m.in. bezwzględne niszczenie kultur lokalnych przez rozlewającą się uniformizację sterowaną przez międzynarodowe koncerny. Jedną z bardziej znanych prób usystematyzowania i sprecyzowania protestu wobec „cywilizacji marki” jest książka „No Logo” Naomi Klein.

## Wycena marki
Wyceny marki można dokonać na cztery sposoby:
- premia cenowa (porównanie danej marki do najlepszych na rynku)
- koszty zastępowania (metoda podliczeniu, ile pieniędzy należy zainwestować w nową markę, by miała na rynku taką samą pozycję jak wyceniana marka)
- koszty historyczne (ile pieniędzy włożono do tej pory w promowanie marki)
- notowania na giełdzie, wartość rynkowa majątku itp.